# Missionsgesellschaft Bethlehem
Die Missionsgesellschaft Bethlehem (lateinisch Societas Missionum Exterarum de Bethlehem in Helvetia, Ordenskürzel: SMB) ist eine Gesellschaft apostolischen Lebens von Priestern und Brüdern, die sich zum missionarischen Dienst zusammengeschlossen haben. Als Gesellschaft apostolischen Lebens ist die Missionsgesellschaft Bethlehem kein Orden und direkt dem Dikasterium für die Evangelisierung in Rom unterstellt. Die Mitglieder der Missionsgesellschaft führen ein Leben nach den evangelischen Räten, also zu Armut, Gehorsam und Ehelosigkeit. Ende Mai 2021 jährte sich die Verleihung des päpstlichen Dekrets zum 100. Mal. Die Ursprünge der Gesellschaft gehen zurück bis ins Jahr 1895.

## Entstehungsgeschichte
Die Ursprünge der Missionsgesellschaft Bethlehem gehen auf den französischen Priester Pierre-Marie Barral zurück. Er gründete 1895 im schweizerischen Meggen die „Ecole apostolique de Bethléem“, die 1896 nach Immensee verlegt wurde. Aus ihr entstand das Gymnasium Bethlehem, Immensee. Im gleichen Jahr erschien die erste Ausgabe der vielsprachigen Monatszeitschrift „Bethlehem“, die seit 1972 unter dem Namen „Wendekreis“ erscheint.
Bezweckte das Institut ursprünglich die Ausbildung der Söhne armer Familien für den missionarischen Dienst in Europas verlassenen Pfarreien, so wurde im Lauf der Zeit die missionarische Tätigkeit in Asien, Afrika und Lateinamerika aufgebaut. Freundeskreise bildeten sich in Österreich, Italien, Frankreich, Großbritannien, Portugal und den USA. Schwierigkeiten des über Briefmarkenhandel, unlauterer Spendenwerbung und Anleihen finanzierten Werks führten 1907 zu einer Reorganisation als Missionshaus Bethlehem durch den späteren ersten Generaloberen Pietro Bondolfi.
Am 30. Mai 1921 wurde in Rom das päpstliche Dekret der Errichtung des „Schweizerischen Seminars für auswärtige Missionen“ ausgestellt. Pietro Bondolfi war der erste Generalobere. Ab 1934 hieß die Vereinigung „Gesellschaft für auswärtige Missionen von Bethlehem in der Schweiz“ (Societas Missionaria de Bethlehem in Helvetia). Kurz ist sie als Missionsgesellschaft Bethlehem (SMB) bekannt.
Der Nachwuchs für die Gesellschaft ging vorwiegend aus dem zu diesem Zweck in Immensee geführten Gymnasium Bethlehem hervor. Dazu gehörten die Progymnasien in Rebstein (1926–1973) und Fribourg (1938–1972). 1995 wurde das Gymnasium in eine private Stiftung unter dem Namen „Gymnasium Immensee“ überführt.
Die Ausbildung der Priesteramtskandidaten begann 1922 im Seminar in Wolhusen, wurde 1932 nach Schöneck (Emmetten) ins Bruder-Klausen-Seminar verlegt und erfolgt seit 1969 an der Theologischen Fakultät Luzern.
1925 wurden erste Brüdermissionare zur Mitarbeit in Administration, Schule, Betrieben und Landwirtschaft in die SMB aufgenommen. Die Brüder, wie auch die Priesteranwärter und Priester, verpflichten sich durch ein Versprechen, nach den Grundsätzen der SMB zu leben.
Die missions- und religionswissenschaftliche Forschung wurde 1945 ein Schwerpunkt mit der Gründung der „Neuen Zeitschrift für Missionswissenschaften“ (NZM), die 2005 vom Jahrbuch „Forum Mission“ abgelöst wurde.

## Von Missionsgebieten zu missionarischen Einsätzen

### Bis zum Zweiten Vatikanischen Konzil
1924 reisten die drei ersten Missionare nach China, wo sie zuerst bei den Steyler Missionaren in Yanzhou, Süd-Shandong die chinesische Sprache und Kultur kennen lernten. Im Juni 1925 sicherte ihnen der Apostolische Delegat Celso Costantini ein eigenes Missionsgebiet zu, die Präfektur Qiqihar, im äußersten Norden Chinas.
Am 19. März 1926 kamen Paul Hugentobler und Eugen Imhof in Qiqihar an, während Gustav Schnetzler das Dorf Changfatun übernahm. Die SMB widmete sich dem Aufbau lokaler christlicher Gemeinden und zusammen mit den Ingenbohler Schwestern dem Aufbau der medizinischen Versorgung und der schulischen Bildung. 1940 waren dort 42 SMB-Priester tätig. 1953 wurden die meisten ausgewiesen, der letzte verließ 1954 China.
1938 begann die SMB ihre Arbeit im damaligen Süd-Rhodesien, dem heutigen Simbabwe. Zeitweise arbeiteten dort weit über 100 Mitglieder im Aufbau der Lokalkirche, im Schul- und Gesundheitswesen, in den Medien und der Handwerkerausbildung.
1948 sandte die SMB die ersten Missionare in den Iwate-ken im Norden Japans. Im gleichen Jahr begannen die SMB mit ersten Laieneinsätzen im damaligen Fort Viktoria, heute Masvingo in Südrhodesien. Nach der Ausweisung der letzten Missionare aus China begann 1953 die SMB in Taiwan und Kolumbien mit ihrer Arbeit.

### Seit dem Zweiten Vatikanischen Konzil
Als Folge der Aufwertung der Laien im missionarischen und kirchlichen Dienst durch das Zweite Vatikanische Konzil und eines neuen Missionsverständnisses, arbeiteten immer mehr Laien in den Projekten der SMB mit. Es entstanden die ersten gemischten Einsätze von Laien und Priestern (Equipen). Das SMB-Generalkapitel 1967 verankerte die „Arbeit auf Ablösung hin“ in ihren Dokumenten. Sie übernahm nicht mehr zugeteilte Gebiete (territoriales Prinzip), sondern begann mit zeitlich befristeten Projekteinsätzen. Ein erster derartiger Einsatz wurde 1969 in Sambia begonnen.
Das Generalkapitel 1974 bestätigte als neue Form der missionarischen Arbeit die Projekteinsätze. Dabei waren folgende Hauptmotive prägend: die wesentliche Verbindung von Mission und Entwicklungszusammenarbeit; die Partnerschaft mit den Ortskirchen; die ökumenische Grundausrichtung.
1975 begannen Equipeneinsätze in Peru, 1977 in Ecuador, 1978 in Kenia, 1985 auf den Philippinen und 1992 in Bolivien.
Beim Generalkapitel 1981 wurde die „ganzheitliche Befreiung“ mit folgenden drei Optionen formuliert:
- Option für und mit den Armen
- Einsatz für Menschenrechte
- Aufbau von Basisgemeinden.

Das Generalkapitel 1988 ermöglichte es Frauen und Männern, sich in der „Assoziation“ der SMB anzuschließen. Die Assoziation wurde 2000 in den „Partnerverein Bethlehem“ (PaV) überführt. Am 17. November 2000 wurde der Verein „Bethlehem Mission Immensee“ (BMI) nach Art. 60ff des ZGB gegründet. Damit konnte der missionarische Auftrag der SMB auf eine breitere Trägerschaft abgestützt werden mit dem Ziel, dass Laien (PaV) und SMB-Mitglieder gleichberechtigt und partnerschaftlich über die Planung und Durchführung des missionarischen Auftrags entscheiden würden. Im Sommer 2013 ging die „Bethlehem Mission Immensee“ ihren eigenen Weg und verlegte ihren Sitz ins RomeroHaus nach Luzern, welches sie von der SMB käuflich erwarb. Die Entwicklungsarbeit der BMI wurde durch Comundo übernommen.

## Die Missionsgesellschaft heute
Die Missionsgesellschaft Bethlehem (SMB) hat ihren angestammten Sitz in Immensee. Die Missionare arbeiten in vier Kontinenten: in Afrika (Simbabwe, Kenia), Asien (Taiwan), Lateinamerika (Kolumbien) und Europa (Schweiz).
Das Generalkapitel 2023 der Missionsgesellschaft Bethlehem wählte Ludovic Nobel als Generalobere, Emilio Näf als Generalvikar und Josef Meili als Generalrat. Die Schwerpunkte des 14. ordentlichen Generalkapitels 2023 waren unter anderem die Zukunft der Niederlassung Immensee, die Führungsstruktur der Missionsgesellschaft, die Reglemente für Einzeleinsätze, die zweite Bauetappe von „Wohnen im Bethlehem“ sowie die Zukunft der SMB (unter anderem die Aufnahme von neuen Kandidaten).

### In der Schweiz
Die grösste Gruppe der Mitglieder der Missionsgesellschaft Bethlehem lebt und arbeitet heute in der Schweiz. Neben den beiden Standorten Immensee und Freiburg bestehen einige Aussenposten. Die meisten der dort tätigen Mitglieder waren früher in anderen Kontinenten tätig.

#### Das Mutterhaus in Immensee
Die Priester- und Brüdermissionare im Mutterhaus verwirklichen ihren missionarischen Auftrag in verschiedenen Lebens- und Arbeitsbereichen. Von hier aus nehmen einige Priester pastorale Einsätze in verschiedenen Schweizer Pfarreien wahr. Die SMB-Mitglieder wirken aber auch in Administration, Bibliothek, Sakristei und in vielen weiteren Diensten, die für das Zusammenleben der Gemeinschaft notwendig sind.

#### Das Torry in Freiburg
Eine kleine Gemeinschaft von Missionaren lebt zusammen mit Studenten der Universität Freiburg im Torry-Haus in Freiburg. Diese Studenten stammen vor allem aus Afrika und Asien. Die Mitbrüder vor Ort leisten pastorale Einsätze in den französischsprachigen Pfarreien. Der Mitbruder Ludovic Nobel unterrichtet Neues Testament an der Universität Freiburg.

### Afrika
Zurzeit leben vier Mitglieder der Gesellschaft in Simbabwe, zwei davon im SMB-Haus in Driefontein und zwei als Seelsorger bei den Schwestern und Brüdern von Jesus von Nazareth (SBJN) als geistliche Begleiter (Stand 2023). Ein Mitglied lebt derzeit in Nairobi in Kenia (Stand 2023).

### Taiwan
Zwei Brüder leben derzeit in Taiwan (Stand 2023), einer im SMB-Haus in Taitung, welches ein Zentrum für Exerzitien und Einkehrtage für Pfarreien und religiöse Gruppierungen des Bistums und des ganzen Landes darstellt, der andere ist in der Seelsorge tätig und betreut die Fussreflexzonen-Massage-Schule, die er gegründet hat.

### Kolumbien
Zwei Mitbrüder der Missionsgesellschaft Bethlehem leben derzeit im SMB-Haus in Popayán. Sie übernehmen von dort seelsorgliche Dienste in den Pfarreien. Pater Josef Schönenberger erhielt für seine Menschenrechtsarbeit in Kolumbien den Anerkennungspreis der Alois und Jeanne Jurt Stiftung.

## Der Freundschaftskreis SMB
Der Freundschaftskreis SMB vernetzt Freundinnen und Freunde der Missionsgesellschaft Bethlehem, gestaltet Begegnungen mit der SMB-Gemeinschaft und ihren Mitgliedern und trägt das Gedankengut der Missionsgesellschaft in die Öffentlichkeit. Der Freundschaftskreis SMB besteht seit August 2016. Er wurde gegründet nach einer Anregung des Bethlehemmissionars Pablo Meier durch einen Beschluss des Generalkapitels 2013. Dem Freundschaftskreis haben sich bisher mehr als 170 Personen angeschlossen (Stand 2023).

## Verein Missionshaus Bethlehem
Als kirchliche Gemeinschaft kann die Missionsgesellschaft Bethlehem zivilrechtliche und weltliche Rechte und Pflichten nur beschränkt wahrnehmen. Zu diesem Zweck wurde 1907 der Verein Missionshaus Bethlehem gegründet. Der Verein vertritt die Interessen der Missionsgesellschaft in sämtlichen zivilen Belangen. So verwaltet er das Vermögen der SMB, nimmt finanzrechtliche Aufgaben wahr und ist im Grundbuch als Eigentümer von Liegenschaften und Immobilien eingetragen. Gleichzeitig ist er auch Arbeitgeber der Angestellten der Verwaltung des Missionshauses und bemüht sich dort mitunter um die Bereitstellung der für die SMB-Mitglieder erforderliche Pflege auf der Pflegestation. Der Verein Missionshaus Bethlehem ist auch formeller Bauherr des Wohnbauprojektes „Wohnen im Bethlehem“.

## Mehrgenerationensiedlung Wohnen im Bethlehem
Die SMB ist im Besitz mehrerer Gebäude und Grundstücke, die meist von Privatpersonen der Missionsgesellschaft geschenkt wurden.
2013 entschied sich die SMB, auf ihrem Grundstück beim Mutterhaus in Immensee eine Mehrgenerationensiedlung zu realisieren. „Wohnen im Bethlehem“ wird vom Verein Missionshaus Bethlehem in vier Etappen bis voraussichtlich 2037 realisiert. Nach acht Jahren Planung und Realisation konnten 2021 mit der ersten Etappe die ersten 51 Wohnungen bezogen werden. Verteilt auf drei Bauetappen sollen bis 2037 zusätzlich über 100 weitere Wohnungen entstehen. Insgesamt werden in den zwölf neuen Gebäuden rund 180 Wohnungen realisiert.
Die neue Siedlung steht für ein gemeinschaftliches Zusammenleben und bietet ihren Bewohnerinnen und Bewohnern Zusatzleistungen wie Unterstützung im Alltag, Kinderbetreuung und Gemeinschaftsräume. Die Missionsgesellschaft reagierte mit dem Projekt auf das lokale Bedürfnis nach bezahlbaren Wohnungen im Bezirk Küssnacht, insbesondere für Familien und Senioren. Gleichzeitig haben die SMB und der Bezirk das Projekt dazu genutzt, die Angebotsentwicklung im Bereich Wohnen im Alter voranzutreiben. Mit der BSZ Stiftung in Seewen und der Viva Group AG in Luzern wurde zudem 2022 eine Absichtserklärung unterzeichnet, um die Realisation eines gemeinsamen Projektes vertiefter abzuklären.

## Spiritualität
Die Spiritualität der Missionsgesellschaft Bethlehem SMB ist durch die Menschwerdung Jesu Christi inspiriert und an folgenden Elementen orientiert:
- Geist der Kindschaft; grenzenloses Vertrauen in Gott
- Geist der Einfachheit; Echtheit und Geradlinigkeit
- Geist der Entäusserung; das Leben der Menschen teilen
- Geist der missionarischen Präsenz; Was wir sind, spricht mehr, als was wir sagen.
- Geist der Geschwisterlichkeit; Wertschätzung aller Menschen
- Geist der Solidarität; Verbundenheit mit allen Menschen

## Generalobere SMB
- 1921–1943: Pietro Bondolfi[23]
- 1947–1957: Eduard Blatter
- 1957–1967: Max Blöchliger
- 1967–1981: Josef Amstutz[24]
- 1981–1993: Josef Elsener[25]
- 1993–2003: Josef Meili (* 1943 in Muolen), Missionar in Taiwan, Generalrat seit 2023, Buchautor[26]
- 2003–2008: Emil (Emilio) Näf (* 1943 in Buttisholz), Missionar in Peru, Generalvikar seit 2023
- 2008–2013: Josef Meili
- 2013–2018: Ernst Wildi[27]
- 2018–2023: Josef Meili
- 2023–heute: Ludovic Nobel (* 1978 in Estavayer-le-Lac)[28][29]

## Bekannte SMB-Mitglieder
- Pierre-Marie Barral, Gründer der Apostolischen Schule Bethlehem (1855–1929) (nicht Mitglied der SMB)[30]
- Pietro Bondolfi, Gründer und erster Generaloberer der SMB (1872–1943)
- Johannes Beckmann, Missionstheologe (1901–1971)
- Josef Maria Camenzind (1904–1984), Schriftsteller
- Josef Eugster (* 1940), Missionar in Taiwan und Fussreflexzonentherapeut
- Jakob Hilber (1917–1985), Missionar in Taiwan[26]
- Thomas Immoos (1918–2001), Sinologe und Hochschullehrer in Tokio
- Oskar Stoffel (1932–1997), Kirchenrechtsprofessor
- Hansjörg Auf der Maur (1933–1999), Liturgiewissenschaftler
- Al Imfeld (1935–2017), Publizist und Schriftsteller
- Karl Freuler (1912–2000), Theologe und Architekt
- Josef Schmidlin (1923–2015), Japan-Missionar und Fotograf
- John Groeber (1903–1973), Missionar in Südrhodesien (heute Simbabwe) und Erbauer der St. Mary’s Church auf dem Gelände der Serima Mission in Simbabwe[31]
- Georg Schelbert (1922–2015), Schweizer Theologe
- Michael Traber (1929–2006), Missionar in Südrhodesien sowie Medienwissenschaftler

## Archiv der Missionsgesellschaft Bethlehem SMB
Das Archiv der Missionsgesellschaft Bethlehem SMB enthält umfangreiche Unterlagen zur Missionsgesellschaft, einschließlich der SMB-Missionen in Afrika, Asien und Lateinamerika, und eine Reihe von audiovisuellen Medien, welche das weltweite Wirken der SMB-Missionare dokumentieren. Weiter enthält das Archiv Bestände zu den Schulen und Ausbildungsstätten der Missionsgesellschaft, so etwa zum Gymnasium Immensee, zu den beiden Progymnasien Rebstein und Torry sowie zum Missionsseminar Wolhusen bzw. in Schöneck. Seit 2014 befindet sich das Archiv der Missionsgesellschaft im Staatsarchiv Luzern, wo es Interessierten zu Forschungszwecken offensteht.